# Le Pnume
Le Pnume (titre original The Pnume) est un roman de science-fiction de l'auteur américain Jack Vance publié aux États-Unis en 1970 puis paru en France en 1971. Ce roman est le dernier volume du Cycle de Tschaï, après Le Chasch, Le Wankh et Le Dirdir.
Alors que les travaux de réparation de son vaisseau spatial se poursuivent, le Terrien Adam Reith, échoué sur la planète Tschaï, s'inquiète de la présence de petits êtres obscurs, vêtus de larges capes noires, qui l'épient une fois la nuit tombée. Son compagnon Anacho lui révèle qu'il s'agit de Gzhindras, des Pnumekins au service des Pnumes, une race mystérieuse qui vit sous la surface de la planète. Une nuit, Adam Reith rêve qu'il est enlevé par des Gzhindras.

## Résumé
Aïla Woudiver, Homme-Dirdir et marchand de Siviche, est toujours enchaîné dans son propre hangar. Adam Reith supervise l'avancement des travaux menés par le chef mécanicien Fio Haro pour la réparation de l'astronef Dirdir destiné à retourner sur la Terre. La présence insistante de créatures nocturnes enveloppées dans leurs houppelandes noires inquiète le Terrien. Anacho explique à Adam Reith qu'il s'agit de Gzhindras, des Pnumekins hors-caste qui vivent à la surface de Tschaï : ce sont des intermédiaires entre les Pnumes et les autres créatures du monde de Tschaï. Les trois compagnons se rendent bientôt compte qu'Aïla Woudiver, leur prisonnier, communique par signaux de lumière avec les Gzhindras.
Par une nuit agitée, Adam Reith rêve qu'il est enlevé par un couple de Gzhindras et emporté dans un sac en toile, loin de Siviche. Lorsqu'il se réveille, il constate avec effroi qu'il est enfermé dans un grand sac, prisonnier de deux créatures de la nuit. Elles l'emportent, puis le font descendre dans un puits au bout d'une corde. Au sol, Adam Reith déchire l'épaisse toile du sac avec l'ardillon de la boucle de sa ceinture et se cache dans l'obscurité. Il suit alors les quelques Pnumekins qui étaient venus le chercher. Les couloirs du monde souterrain des Pnumes sont tapissés de cristaux taillés de toutes les couleurs et dont certains servent de mécanismes d'ouverture à des portes secrètes. Après s'être caché dans une armoire renfermant des capuches de Pnumekin, Adam Reith apprend que les Pnumes le destinent à la « Perpétuation », sans comprendre de quoi il s'agit. Il dérobe une carte des souterrains dans une pièce, pensant pouvoir aisément regagner la surface.
Malheureusement, il ne peut déchiffrer l'écriture des Pnumes et se perd dans leurs tortueuses galeries souterraines, ce qui le contraint à chercher de l'aide. Sous la contrainte, une jeune femme Pnumekin qu'Adam Reith a rencontrée dans le réfectoire des enfants, l'aide avec crainte à lire les cartes en sa possession. Ces dernières s'avèrent particulièrement détaillées. Tous deux empruntent de tortueuses galeries, suivis pendant leur fuite effrénée. Adam Reith tue deux Pnumes, un Gardien et un Censeur silencieux. 
Après avoir une nouvelle fois étudié la carte, Zap 210, la femme Pnumekin, constate que la meilleure solution pour sortir des galeries des Pnumes consiste à prendre un bateau et à naviguer sur un lac souterrain. Après une traversée de plusieurs jours sous des voûtes lacérées de stalactites, Adam Reith et Zap 210 arrivent à Bazahn-Gahaï, un centre marchand situé aux confins des Aires Pnumes.
Ils s'engouffrent ensuite dans une galerie qui les mène enfin à l'air libre et ils se retrouvent aux flancs d'une colline qui surplombe la mer. Pour la première fois de sa vie, Zap 210 voit le ciel et la surface de Tschaï. En descendant de la colline, Adam Reith s'aperçoit que le chemin qui mène au rivage traverse un bois sacré du peuple Khor. Alors qu'ils se sont réfugiés dans une cabane Khor pour échapper à un violent orage, des Khors pénètrent dans le bois sacré pour le rituel d'échange des âmes : un rite sexuel. Après avoir assommé deux Khors et leur avoir volé leur argent, Adam Reith entraîne Zap 210 plus profondément dans la forêt, tandis que celle-ci observe avec étonnement et indignation les ébats amoureux des Khor. Ils arrivent bientôt à Fauzh, un village Khor, où ils volent une barque sous une pluie de dards métalliques lancés par les villageois. Par la mer, ils atteignent bientôt Zsafathra, une ville faite de maisons sur pilotis entourant un petit lac. Cauch, un Zsafathrien, accueille le couple de fugitifs, puis les conduit à la ville Thang d'Urmank. En chemin, il met en garde Adam Reith contre les Thangs d'Urmank qui ne manquent jamais d'escroquer les étrangers.
Enturbannés et déguisés, Adam Reith et Zap 210 visitent les lieux, à la recherche d'un moyen de financer leur voyage de retour dans le Kislovan. Cauch leur montre une tente où sont organisés des jeux de hasard. Adam Reith s'intéresse tout particulièrement à un jeu de course d'anguilles colorées auquel personne ne gagne de grosses sommes. Après avoir éventé la tricherie, il fait gagner à Cauch une grosse somme d'argent que le Zsafathrien partage ensuite avec le Terrien et leurs complices. Pendant ce temps, Zap 210, qui a voulu mettre une ceinture à la mode des prostituées d'Urmank, se fait enivrer et enlever par Otwile, un lutteur de plus de deux mètres. Après avoir une fois de plus secouru sa compagne Pnumekine, les deux fugitifs montent à bord du Nhiahar, un bateau qui les emporte pour un voyage d'un mois vers Sivishe. Au cours de leur longue traversée, après avoir échappé à des Gzhindras qui les suivaient, Adam Reith et Zap 210 deviennent amants.
Après le Chenal de la Mort, le navire accoste à Kazaïn, une ville maritime du Kislovan. Adam Reith et Zap 210 prennent ensuite un char à huit roues pour rallier la ville de Sivishe. Adam Reith découvre son hangar de réparation désert et son astronef a disparu. Un vieil homme endormi dans le bureau d'Aïla Woudiver lui demande de s'identifier avant de lui révéler la cachette de son ami Anacho. L'Homme-Dirdir lui relate que le vaisseau, une fois terminé, a été conduit par Traz Onmale dans un endroit secret et que le marchand Aïla Woudiver a terminé ses jours comme gibier pour les Dirdirs dans la « Boîte de verre ». Le seul indice laissé par Traz pour retrouver le vaisseau est le mot « ONMALE » gravé sur le portail du hangar. Lorsque Reith rentre au hangar, Zap 210 a disparu.
Adam Reith décide alors d'aller voir les Pnumes pour retrouver Zap 210, car il soupçonne les Gzhindras de l'avoir enlevée. Il appelle les Gzhindras avec des signaux lumineux et les suit jusque dans des souterrains où l'attendent des Pnumes de haut rang pour la « Perpétuation ». Adam Reith exige de voir Zap 210 et les Pnumes lui font traverser le « Champ Monumental » où il découvre des spécimens statufiés de tous les peuples qui ont habité ou colonisé Tschaï au cours de son histoire. 
Après avoir récupéré sa compagne, Adam Reith lance un ultimatum aux Pnumes : renoncer aux Pnumekins et leur rendre la liberté contre l'assurance que leurs cartes secrètes ne seront pas transmises aux Dirdir qui n'attendent que cela pour gazer les galeries souterraines des Pnumes. Après concertation, les Pnumes acceptent les termes de l'échange et Adam Reith repart en compagnie de Zap 210. Adam Reith, Zap 210 et Anacho partent ensuite en glisseur pour les steppes du Kotan, là où les trois compagnons se sont rencontrés pour la première fois. Ils y retrouvent Traz Onmale qui a caché le vaisseau d'Adam Reith à l'endroit même où son ancienne navette terrienne s'était écrasée. Après un dernier tour d'horizon plein de nostalgie, tous montent à bord du vaisseau et s'envolent pour la planète Terre.